# Groce
Groce är en ort i Bosnien och Hercegovina.   Den ligger i entiteten Federationen Bosnien och Hercegovina, i den centrala delen av landet, 40 km nordväst om huvudstaden Sarajevo. Groce ligger 499 meter över havet och antalet invånare är 303.
Terrängen runt Groce är kuperad.Runt Groce är det ganska tätbefolkat, med 93 invånare per kvadratkilometer.. Närmaste större samhälle är Zenica, 14,6 km nordväst om Groce. 
Omgivningarna runt Groce är en mosaik av jordbruksmark och naturlig växtlighet.